# Philoria kundagungan
Philoria kundagungan är en groddjursart som först beskrevs av Ingram och Chris J. Corben 1975.  Philoria kundagungan ingår i släktet Philoria och familjen Limnodynastidae. IUCN kategoriserar arten globalt som starkt hotad. Inga underarter finns listade i Catalogue of Life.